# Revolta dos Sedentos
Os protestos iranianos de 2021 são protestos em andamento no Irã, em muitas regiões, manifestando a crescenta raiva popular contra a escassez de água e os apagões de eletricidade em todo o país. Os protestos eclodiram em 15 de julho para protestar contra a falta de água e a crise, mas logo foram recebidos com violência e brutalidade policial. Os protestos foram apelidados de Revolta dos Sedentos.
Os protestos começaram em 15 de julho no Khuzistão em resposta à crise da água, mas rapidamente se espalharam para outras províncias e tomaram uma natureza política, com manifestantes em várias cidades pedindo o fim do atual regime. Em agosto de 2021, a Amnistia Internacional observou que força brutal foi utilizadas pela Força de Segurança do Irã para reprimir os manifestantes.

## Contexto
A crise hídrica do Irã atingiu um ponto crítico. Até mesmo a mídia estatal do regime reconheceu a terrível situação, com pelo menos 700 aldeias sem água. “Da população de 85 milhões do Irã, cerca de 28 milhões vivem em áreas com escassez de água e estão sob pressão nesse sentido, principalmente nas regiões centro e sul do país. A escassez de água afetou todos os setores da sociedade, de famílias urbanas a comunidades agrícolas e rurais”, escreveu o Aftab News, estatal, no domingo, 4 de julho de 2021. “A luta dos búfalos no esgoto da cidade que já foi às margens de um mangue tem apenas uma mensagem: uma catástrofe ambiental está acontecendo em silêncio”, escreveu o Arman Daily estatal a esse respeito, em 4 de julho.

## Protestos

### 15 de julho
Nos últimos dias, a crise da água no Irã, principalmente no sul, atingiu um ponto crítico, deixando as pessoas sem água por horas. As pessoas foram às ruas, culpando o regime e o que eles veem como políticas corruptas. Em Ahvaz, manifestantes furiosos bloquearam a estrada principal enquanto protestavam contra a grave escassez de água na noite de 15 de julho, dando início aos protestos.
De acordo com relatatos, cidades como Ahvaz, Bostan e Mahshahr testemunharam revoltas e pessoas em confronto com as forças de segurança. Tiroteios massivos foram usados para dispersar multidões de pessoas em muitas áreas, como Susangerd. Em Hamidiyeh, houve uma forte presença da polícia quando mais de 300 pessoas começaram a protestar cantando "Eu tenho sede!".

### 16 de julho
Em 16 de julho, os protestos de rua continuaram, com milhares e milhares de manifestantes marchando nas ruas de Ahvaz, Mahshahr, Bushehr e Bostan. De acordo com fontes da mídia, uma pessoa foi morta durante protestos no sudeste do Irã por tiros.

### 17 de julho
Em 17 de julho, centenas de vídeos circularam na internet, feitos por jornalistas cidadãos e fontes da mídia, das manifestações em lugares como Kut-e Abdollah, Karkheh e Shush, onde as forças do regime abriram fogo contra os manifestantes, matando três. Tiros podem ser ouvidos em outras cidades, enquanto dezenas de milhares de manifestantes marcharam e incendiaram veículos e gritaram slogans antigoverno.

### 18 de julho
Em 18 de julho, milhares se reuniram novamente em mais áreas do Irã para protestar contra a escassez de água. Vídeos mostraram pessoas colocando fogo em pneus, bloqueando estradas com raiva. Policiais antimotim com capacetes e uniformes de camuflagem lutavam com os manifestantes. A polícia também disparou espingardas em um vídeo, embora não estivesse claro se era munição real ou as chamadas “munições de saco de feijão ” projetadas para ser menos letais.
Na noite do dia 18 e no dia 19, as manifestações aumentaram com mais violência e protestos. Em Susangerd, jovens desafiadores lutaram contra a fortemente armada Força de Segurança do Estado (SSF) enquanto gritavam: “Não aceitaremos humilhação” e “As pessoas exigem mudança de regime”. As unidades especiais anti-motim do SSF tentaram dispersar os manifestantes disparando gás lacrimogêneo e spray de pimenta, disparando tiros de pássaros e alvejando diretamente os manifestantes indefesos, o que terminou ferindo muitas pessoas. No entanto, os jovens resistiram atirando pedras enquanto entoavam slogans anti-governo. Em Shush, manifestantes cercaram o gabinete do governador. Apavorado com a raiva crescente dos manifestantes, o SSF recuou para dentro do prédio e fechou o portão. Os jovens desafiadores atearam fogo na rodovia principal Ahvaz-Shush na área de Al-Hayi ao norte de Ahvaz e na estrada principal na área de Malashiah ao sul da cidade. Em Khorramshahr (sudoeste do Khuzistão), para evitar a propagação dos protestos, as forças de segurança do regime montaram postos de controle na entrada da cidade e prenderam jovens e manifestantes.
Um policial foi morto a tiros no protesto.

### 19 de julho
Em 19 de julho, os protestos se intensificaram no Khuzistão, que tem uma grande população de árabes iranianos, com manifestantes gritando em árabe: "Estamos com sede!", "Queremos que o regime caia!". As estradas foram bloqueadas por pneus e pedras queimadas em Ramhormoz enquanto os comícios ganharam força em Ahvaz, onde mais de 5.000 pessoas se reuniram entoando "Queremos que o regime caia" . Os manifestantes pediram aos governadores que renunciem fora dos governados de ambas as áreas. Em outros vídeos, para conter os protestos, policiais foram vistos disparando gás lacrimogêneo e munição real para dispersar os manifestantes. Ghasem Khaziri, 17, da cidade de Ahvaz, no sudoeste, e Mostafa Naemavi, 30, da cidade vizinha de Shadegan, foram confirmados como mortos durante novas manifestações em 20 e 17 de julho.

### 20 de julho
Em 20 de julho, os manifestantes gritaram slogans anti-regime e se reuniram em Ahvaz, Esfahan, Teerã, Ramhormoz, Khuzistão, Shadegan e Bushehr . Milhares se reuniram em frente aos escritórios do governador nessas áreas e bateram palmas e dançaram, entre eles havia crianças. Pneus foram queimados quando as forças de segurançasdispararam contra os manifestantes em Ahvaz. Vídeos amadores postados online parecem mostrar uma forte presença policial usando gás lacrimogêneo para dispersar os manifestantes em várias cidades. Tiros são ouvidos em alguns dos vídeos, enquanto em outros os manifestantes parecem estar queimando pneus para bloquear ruas e atirando pedras contra as forças de segurança.

### 21 de julho
Em 21 de julho, as marchas de protesto transformaram-se em violência mortal. Um manifestante foi morto durante um confronto em Ahvaz, com manifestações em Esfahan, Yazdanshahr e Susangerd se tornando violentas. Evidências de violência, como tiros, também foram ouvidas nesses vídeos. “Morte a Khamenei” tem sido um refrão comum dos manifestantes antigovernamentais iranianos, irritados com o governo autoritário do líder supremo aiatolá Ali Khamenei nos últimos anos.

### 22 de julho
Nos últimos dias, a mídia em idioma persa baseada no exterior transmitiu vídeos mostrando protestos em Ahvaz, Hamidiyeh, Izeh, Mahshahr, Shadegan e Susangerd
Cantos como "Estou com sede", "Reza Shah abençoe sua alma" foram entoados enquanto milhares continuavam a protestar em Mahshahr, Susangerd, Izeh, Shush e Bandar Abbas em 22 de julho, com tiros se tornando aparentes. Os serviços de Internet também foram interrompidos na região, qunando os residentes de Teerã protestaram em apoio aos Khuzestanis. Um grupo de mulheres entoou slogans no metrô de Teerã. Fogos foram acesos quando sete manifestantes foram confirmados como mortos.

### 23 de julho
Os protestos continuaram em cidades como Ahvaz Susangerd e Mahshahr. Depois de mais de uma semana de intensos protestos no Khuzistão, o líder supremo do regime, Ali Khamenei, derramou lágrimas e alegou simpatia pelo povo do Khuzistão na sexta-feira. “Nos últimos sete a oito dias, uma das nossas principais preocupações eram os problemas do Khuzistão e o problema da água da população. É realmente doloroso para qualquer um ver a província do Khuzistão - com todo o seu povo leal, com todas as instalações e recursos naturais que possui, com todas as fábricas que possui - ver as pessoas vivendo em tais condições que ficam chateadas ”, disse Khamenei em comentários televisionados. Omid Azarkhush, de 20 anos, foi morto em 22 de julho em Aligoudarz, oeste do Irã, após tiroteios na cidade. Mais de 100 foram detidos desde 14 de julho. Em Ahvaz, os manifestantes bloquearam uma estrada e uma rodovia para protestar contra a escassez de água. As chamas aumentaram em Susangerd e Lorestan durante os protestos.

### 24 de julho
Em 24 de julho, protestos significativos ocorreram na cidade de Tabriz, no noroeste, em solidariedade aos protestos no Khuzistão . Eles gritavam "Morte ao Ditador" em apoio aos manifestantes no Khuzistão. Enquanto isso, em Ahvaz, Shadegan e Mahshahr, ocorreram mais protestos importantes, bem como protestos em Lorestan e Aligudarz. A polícia abriu fogo contra os manifestantes em Shadegan e Mahshahr hoje, com um funeral de um manifestante realizado em Izeh. Protestos antigovernamentais irromperam na vizinha Zanjan para protestar contra o uso da força contra os manifestantes da água em Ahvaz e Aligudarz. Pessoas na distante Bojnourd, na província de Khorasan, saíram no sábado para expressar solidariedade ao Khuzistão, gritando: “Não tenha medo, todos nós estamos juntos”.

### 25 de julho
Pessoas se reuniram e protestaram foram relatadas em Saqqez, no Curdistão iraniano. Os protestos também continuaram na província do Khuzistão e na província do leste do Azerbaijão. Uma grande presença policial também foi relatado em Tabriz. Pessoas também viram manifestantes sendo vendados.
No domingo, moradores de Tabriz, no noroeste do Irã, fizeram protestos em solidariedade ao povo do Khuzistão. Apesar das medidas opressivas do regime, os protestos continuam a se espalhar por todo o Irã e se intensificam. Os protestos de Teerã foram os maiores desde janeiro de 2020.
Os protestos também alcançaram as cidades de Saqqez e Zanjan. O regime testemunhou como suas medidas opressivas, como o envio de um grande contingente de comboios militares às cidades ou a imposição de apagões da Internet no Khuzistão e outras províncias, não impediram que os protestos se propagassem e se intensificassem.

### 26 de julho
Os protestos chegaram a Teerã, capital do Irã. Também em outras partes de Caraje, as pessoas protestaram. Funcionários do Hospital Khomeini em Karaj marcharam nas ruas hoje para exigir seus salários não pagos e expressar suas dificuldades econômicas. Eles gritavam: "Para onde foi nosso dinheiro? Nos bolsos dos funcionários!". Pelo terceiro dia em Izeh, os protestos também continuaram lá.